# ميغان يونغ
ميغان ليني يونغ (بالإنجليزية: Megan Lynne Young)‏ وهي ملكة جمال العالم وملكة جمال الفليبين لعام 2013 وممثلة وعارضة أزياء أمريكية المولد وفلبينية الجنسية ولدت في يوم 27 فبراير 1990 في مدينة الإسكندرية، فيرجينيا في الولايات المتحدة، وهي ملكة جمال العالم لسنة 2013 في المسابقة التي أقيمت في مدينة بالي في إندونيسيا، وهي أول فليبينية تفوز بهذه الجائزة وهي أخت الممثلة الفليبينية لاورين يونغ، أمها فيليبنية ووالدها أمريكي ويبلغ طولها 170 سم.

## روابط خارجية
- ميغان يونغ على موقع IMDb (الإنجليزية)
- ميغان يونغ على موقع قاعدة بيانات الفيلم (الإنجليزية)